# Revanchismo

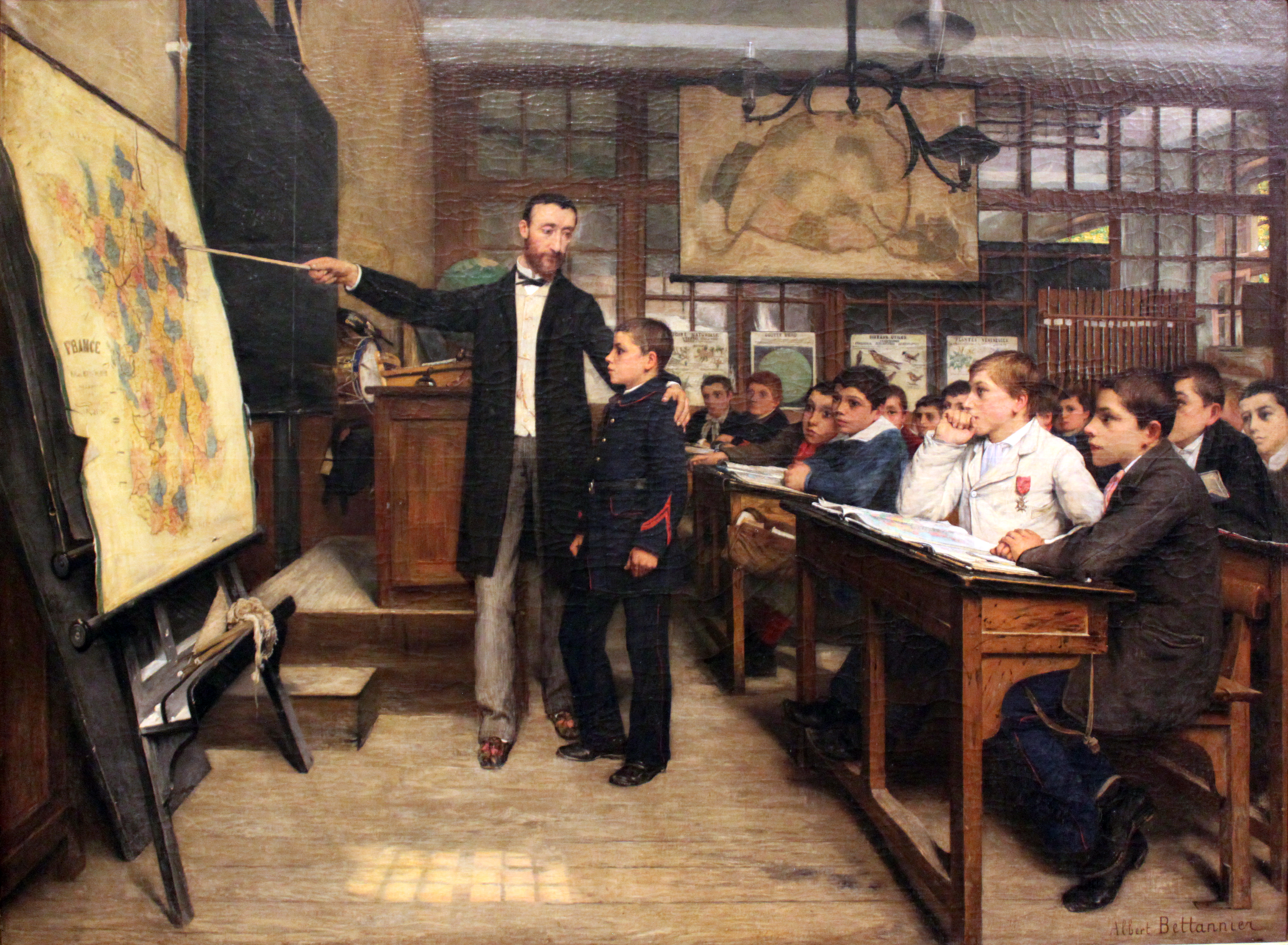
Pintura de 1887 de Albert Bettannier exibindo um professor ensinando a alunos franceses sobre a perda dos territórios de Alsácia-Lorena.

Revanchismo (do francês revanche, "vingança") é um termo usado desde a década de 1870 para descrever uma manifestação política da vontade de reverter as perdas territoriais sofridas por um país, muitas vezes depois de uma guerra ou de um movimento social. O revanchismo tira a sua força do pensamento patriótico e retribucionista e muitas vezes é motivado por fatores econômicos e/ou geopolíticos. Ideólogos revanchistas extremos representam muitas vezes uma postura linha-dura, sugerindo que seus objetivos desejados podem ser alcançados por meio do resultado positivo de outra guerra.
O revanchismo está relacionado com o irredentismo, a concepção de que partes de uma nação cultural e/ou étnica permanecem "não redimidas" nas fronteiras do seu Estado-nação adequado. A política revanchista muitas vezes conta com a identificação de uma nação com um Estado-nação, muitas vezes mobilizando sentimentos de nacionalismo étnico profundamente enraizados, alegando territórios fora do Estado onde membros do seu grupo étnico vivem. As justificativas revanchistas são frequentemente apresentadas com base em ocupações antigas ou mesmo autóctones de um território, em "tempos imemoriais". 
Motivações de agressão territorial e contra agressão são tão antigas quanto as sociedades tribais, mas a instância do revanchismo que deu a acepção moderna ao termo reside no forte desejo durante a Terceira República Francesa de recuperar a Alsácia-Lorena — que a França dominava desde o tempo do rei Luís XIV, no século XVII, e que foi levada no Tratado de Frankfurt, após a esmagadora derrota do Imperador Napoleão III na Guerra Franco-Prussiana de 1870-1871 (apesar do fato de que durante a maior parte de sua história a região foi governada e habitada por germânicos alemães).